# Ćoški zaljev
Ćoški zaljev (rus. Чёшская губа) je zaljev Barentsova mora u Rusiji. Zaljev ima zaobljeni oblik duljine 110 km, širina do 130 km i dubinu od 55 metara na ulazu do 2-3 m na ušćima rijeka, nalazi se između istočne obale poluotoka Kanina i sjevernog kopna europske Rusije. Veće rijeke koje se uljevaju u zaljev su Ćoša, Peša, Oma i Vižas. U zaljevu živi endemska podvrsta haringe, tzv. čoško-pečorska haringa (lat. Clupea palasii suworovi).